# سيسم واضح الكأسية
سيسم واضح الكأسية (الاسم العلمي:Misopates calycinum) هو نوع من النباتات يتبع جنس السيسم من الفصيلة الحملية.كويتيات صرع